# 이비가와정
이비가와정(일본어: 揖斐川町)은 일본 기후현 이비군의 정이다.

## 지리
기후현 서북부에 위치하고 정의 중심을 이비강이 흐르고 있다. 시가현과 후쿠이현에 인접한다.
동해측 기후로 폭설 지대이다. 그 중에서도 구 도쿠야마촌과 구 사카우치촌은 특별 폭설 지대로 겨울에 눈이 매우 많다.

## 역사
- 1955년 4월 1일 - 이비정, 기타카타촌, 야마토촌, 시미즈촌, 고지마촌이 합병해 구 이비가와정이 성립하였다.
- 1956년 9월 30일 - 야기촌의 일부를 편입하였다.
- 2005년 1월 31일 - 구 이비가와정이 이비군 다니구미촌·구제촌·가스가촌·사카우치촌·후지하시촌과 합병해 새로운 이비가와정이 성립하였다.

## 인구
| 연도 | 인구   | ±%     |
| ---- | ------ | ------ |
| 1970 | 29,979 | —      |
| 1980 | 31,171 | +4.0%  |
| 1990 | 29,156 | −6.5%  |
| 2000 | 27,453 | −5.8%  |
| 2010 | 23,784 | −13.4% |
| 2020 | 19,529 | −17.9% |

|                                                | |
| 이비가와정의 전국의 연령별 인구 분포（2005년） | 이비가와정의 연령·남녀별 인구 분포（2005년）                                                                           |
| ■자주색 ― 이비가와정 ■녹색 ― 일본전국          | ■파랑색 ― 남자 ■빨간색 ― 여자                                                                                          |
| · 이비가와정（에 해당되는 지역）의 인구추이    | |
| 일본 총무성 통계국 국세조사 결과               | |
|                                                | 기술적 문제로 인해 그래프를 일시적으로 사용할 수 없습니다. 파브리케이터와 미디어위키 위키에 더 자세한 정보가 있습니다. |

## 교통

### 철도
- 요로 철도 요로선
- 다루미 철도 다루미선

### 도로
- 국도 303호선
- 국도 417호선

## 기후
| 이비가와정의 기후                                            | 이비가와정의 기후 | 이비가와정의 기후 | 이비가와정의 기후 | 이비가와정의 기후 | 이비가와정의 기후 | 이비가와정의 기후 | 이비가와정의 기후 | 이비가와정의 기후 | 이비가와정의 기후 | 이비가와정의 기후 | 이비가와정의 기후 | 이비가와정의 기후 | 이비가와정의 기후 |
| 월                                                           | 1월               | 2월               | 3월               | 4월               | 5월               | 6월               | 7월               | 8월               | 9월               | 10월              | 11월              | 12월              | 연간              |
| ------------------------------------------------------------ | ----------------- | ----------------- | ----------------- | ----------------- | ----------------- | ----------------- | ----------------- | ----------------- | ----------------- | ----------------- | ----------------- | ----------------- | ----------------- |
| 역대 최고 기온 °C (°F)                                       | 17.7 (63.9)       | 20.3 (68.5)       | 26.0 (78.8)       | 31.2 (88.2)       | 34.5 (94.1)       | 36.4 (97.5)       | 39.6 (103.3)      | 39.6 (103.3)      | 38.2 (100.8)      | 32.6 (90.7)       | 25.6 (78.1)       | 21.9 (71.4)       | 39.6 (103.3)      |
| 일평균 최고 기온 °C (°F)                                     | 8.2 (46.8)        | 9.4 (48.9)        | 13.4 (56.1)       | 19.4 (66.9)       | 24.5 (76.1)       | 27.7 (81.9)       | 31.4 (88.5)       | 33.0 (91.4)       | 28.8 (83.8)       | 23.3 (73.9)       | 17.1 (62.8)       | 10.9 (51.6)       | 20.6 (69.1)       |
| 일일 평균 기온 °C (°F)                                       | 3.8 (38.8)        | 4.6 (40.3)        | 8.2 (46.8)        | 13.8 (56.8)       | 18.9 (66.0)       | 22.7 (72.9)       | 26.4 (79.5)       | 27.6 (81.7)       | 23.8 (74.8)       | 18.0 (64.4)       | 11.8 (53.2)       | 6.2 (43.2)        | 15.5 (59.9)       |
| 일평균 최저 기온 °C (°F)                                     | 0.0 (32.0)        | 0.3 (32.5)        | 3.3 (37.9)        | 8.5 (47.3)        | 13.8 (56.8)       | 18.5 (65.3)       | 22.7 (72.9)       | 23.7 (74.7)       | 19.9 (67.8)       | 13.7 (56.7)       | 7.3 (45.1)        | 2.3 (36.1)        | 11.2 (52.1)       |
| 역대 최저 기온 °C (°F)                                       | −7.0 (19.4)       | −8.2 (17.2)       | −6.2 (20.8)       | −0.4 (31.3)       | 4.4 (39.9)        | 11.4 (52.5)       | 16.1 (61.0)       | 16.4 (61.5)       | 10.7 (51.3)       | 2.7 (36.9)        | −1.3 (29.7)       | −5.9 (21.4)       | −8.2 (17.2)       |
| 평균 강수량 mm (인치)                                        | 108.8 (4.28)      | 105.8 (4.17)      | 171.7 (6.76)      | 224.1 (8.82)      | 279.0 (10.98)     | 302.5 (11.91)     | 379.4 (14.94)     | 213.9 (8.42)      | 312.5 (12.30)     | 184.3 (7.26)      | 112.1 (4.41)      | 120.8 (4.76)      | 2,517.6 (99.12)   |
| 평균 강수일수 (≥ 1.0 mm)                                     | 12.5              | 10.9              | 11.7              | 10.4              | 10.4              | 12.8              | 14.1              | 11.8              | 12.3              | 9.3               | 9.5               | 13.2              | 138.9             |
| 평균 월간 일조시간                                           | 136.9             | 147.3             | 183.7             | 196.7             | 197.5             | 149.7             | 156.9             | 192.4             | 155.5             | 160.3             | 143.4             | 131.7             | 1,951.7           |
| 출처: 일본 기상청 (평년값: 1991년~2020년, 극값: 1978년~현재) |                   |                   |                   |                   |                   |                   |                   |                   |                   |                   |                   |                   |                   |